# 頂番婆
頂番婆，是臺灣彰化縣鹿港鎮的一個地名，位於該鎮東北部。就行政區而言，範圍大致包括頂番里及頭崙里。
頂番婆地區是全球水五金產業的重鎮，日本TOTO、美國KOHLER等知名衛浴品牌均由頂番婆的廠商代工。

## 歷史
台灣清治末期至日治初期，頂番婆地區為一街庄，稱為「頂番婆庄」，隸屬於馬芝堡。昔日該庄南以草港圳（今洋仔厝溪）與溝墘庄、廖厝庄為界，西邊為南勢庄，北與草港中庄、七張犁庄為鄰，東與蕃雅溝庄為鄰。
1901年（日治明治三十四年）11月，該庄隸屬於彰化廳。1909年（明治四十二年）10月，改隸屬於臺中廳。1920年（大正九年），該庄改制為「頂番婆」大字，隸屬於臺中州彰化郡鹿港街。
戰後鹿港街改制為鹿港鎮，隸屬於彰化縣，大字亦改制為里。

## 聚落
本地區發展較早的聚落有頂番婆、頂頭崙埔、中頭崙埔、下頭崙埔等，在日治期初期的官方地圖上已有記載。頭崙埔舊稱「刣人埔」，據傳源自原住民出草殺人而來。

## 河川整治
由於洋仔厝溪下游截彎取直，現有頂番婆主聚落以西河道與昔日已不相同，而頂番里、頭崙里的南部邊界也配合河道異動而調整。

## 交通
縣道135號（鹿和路）是和美至溪湖的道路，大致以北北東－南南西走向經過頂番婆地區中部偏東，往北可前往和美，往南可前往福興、埔鹽、溪湖。
縣道139甲（彰頂路、頂草路一段／二段）是和美塗厝至彰化的道路，大致以西北－東南走向經過本地區，往西北可前往草港、和美，往東南可前往彰化市區。

## 學校
- 頂番國小